# Godi stranstvij
Godi stranstvij (hrv. "Godine putovanja") dvadeseti je studijski album ruskog pjevača Valerija Leontjeva, objavljen 18. ožujka 2009. Pjesme s albuma su: Čovjek kiše, Margarita, Zmaj Poslije praznika, Iščezli su sunčani dani,  Parobrodi i dr.
Album se sastoji od 17 pjesama, od kojih je 9 novih pjesama, 7 verzija hitova (1980. – 1990.). Objavljen je u ekskluzivnom (knjižica i CD) i pojednostavljenom izdanju. 

## Popis pjesama
1. Golubi (Голуби) (remix)
2. Oblakom (Облаком)
3. Poslije praznika (После праздника)
4. Pomozi (Помоги)
5. Rio-Grande (Рио-Гранде)
6. Peterburg (Петербург)
7. Parobrodi (Пароходы)
8. Bože, daj (Боже, дай)
9. Čovjek kiše (Человек дождя)
10. Kriminal tango (Криминаль танго)
11. Zmaj (Дельтаплан)
12. Skitnica-harmonika (Бродяга-аккордеон)
13. Iščezli su sunčani dani (Исчезли солнечные дни)
14. Izašla Meri na cestu (Вышла Мэри на дорогу)
15. Margarita (Маргарита)
16. Let kondora
17. Godine putovanja (Годы странствий)